# Мисирков, Крсте
Крсте Петков Мисирков (18 ноября 1874, село Постол, Османская империя — 26 июля 1926, София, Болгария) — македонский и болгарский филолог, фольклорист, публицист, историк, политик, дипломат и переводчик. Один из наиболее выдающихся деятелей македонисткого движения. Был создателем македонского литературного языка; его концепция имела резко-антисербскую, антигреческую и (в отдельные периоды его жизни и творчества) отчасти-антиболгарскую направленность. В отдельные периоды своей жизни и творчества Мисирков был защитником прав болгар в Македонии и Бессарабии. В современной Северной Македонии Мисирков  признан величайшим македонцем XX века.
Родился Крсте в Эгейской Македонии (входившей тогда в состав Османской империи), село Постол расположено невдалеке от античной македонской столицы Пеллы. В родном селе Крсте окончил начальную школу. Затем отправился в Сербию, где учился в Шабаце, потом жил в Софии (Болгария). Оттуда в 1891 он переезжает в Белград, пропагандируя радикальные националистические идеи  в богословской школе среди священников и учителей из Македонии. После восстания в школе возвращается в Шабац, оттуда — снова в Белград, где работает учителем средней школы. В 1895 году окончил учительскую школу и назначен учителем в Приштине. Но Мисирков решает отправиться в Россию, чтобы продолжить своё образование. Однако, в Одессе его белградский диплом не признают и он 2 года учится в Полтавской духовной семинарии. Высшее образование Мисирков получил в Российской империи, окончив с отличием историко-филологический факультет в Санкт-Петербургского университета. Под руководством профессора П. Л. Лаврова, Мисирков написал дипломную работу «К вопросу о национальности и причинах популярности Королевича Марко». В студенческий период Мисирков познакомился с виднейшими русскими славистами — такими как проф. В. И. Ламанский, проф. А. Бодуэн де Куртене, проф. И. А. Лавров, проф. П. Н. Милюков, проф. Г. Ильинский, проф. Т. Д. Флоринский, проф. Б. М. Ляпунов и др.
В студенческий же период Мисирков укрепился в своих взглядах на македонскую культурную и национальную самобытность. Благодаря тому, что Крсте получил образование в нескольких европейских городах, он смог увидеть балканские языковые и социокультурные вопросы в разных контекстах. Во время обучения в России он учредил студенческое объединение «Вардар», которое позднее превратилось в научно-литературное общество им. Св. Климента Охридского и просуществовало с 1902 по 1905 гг. За свою жизнь Мисирков написал более шестидесяти работ, которые имеют огромное значение в деле формирования македонского литературного языка. На базе трёх рефератов, которые были подготовлены для заседаний общества Св. Климента, возникло его крупнейшее произведение «За македонцките работи» («О македонском вопросе»). В пяти разделах книги Крсте размышляет об истории языка македонских славян, обосновывает их право на самостоятельный литературный язык, концепцию которого излагает в пятом разделе. Таким образом, К. П. Мисирков был первым, кто научно подошёл к определению специфичности македонского языкового вопроса.
Крсте Мисирков поддерживал идею революционной борьбы за автономию македонцев и одобрял путь общемакедонского восстания. В 1902-1903 гг., будучи домашним учителем детей русского консула в Битоли Александра Ростковского, обеспечивал контакты консула с повстанческим комитетом.
В 1903 году издал в Софии книгу «О македонском вопросе».
В 1913-1918 год жил в Бессарабии, где в 1917 году избран депутатом Сфатул Цэрий как представитель местных болгар и гагаузов. Мисирков участвовал в культурно-национальной борьбе бессарабских болгар, но в октябре 1918 года был выслан румынскими властями.
Крсте Мисирков умер 26 июля 1926 года в Софии в крайней нищете.
В знак признания роли Крсте Мисиркова в истории македонского языка его имя присвоено Институту македонского языка при Университете Кирилла и Мефодия в Скопье.